# William Robertson (historiador)

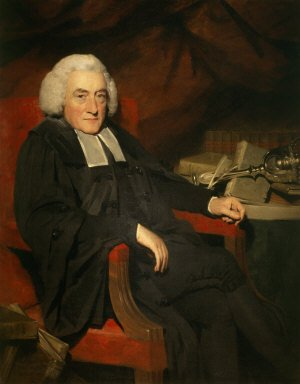
William Robertson (historiador).

William Robertson (Borthwick, 8 de noviembre de 1721 – Edimburgo, 11 de junio de 1793) fue uno de los más destacados historiadores escoceses.

## Vida
Hijo de un pastor protestante de su mismo nombre y de Eleanor Pitcairn, nació en el señorío de Borthwick (Midlothian) y se educó en Dalkeith y en la Universidad de Edimburgo, adonde se trasladó con su familia porque el padre había sido nombrado párroco de Greyfriars; William estudió en la Universidad teología y frecuentó a su primo, el pedagogo y escritor liberal James Burgh. Fue autorizado a predica en 1741 y se convirtió en el párroco presbiteriano de Gladsmuir (East Lothian) en 1743, y más tarde de Lady Yester's Kirk y Greyfriars Kirk, ya en Edimburgo.
Fue un acérrimo presbiteriano y defensor del partido whig, y se ofreció voluntario para defender la ciudad contra los jacobitas dirigidos por Carlos III de Inglaterra y Escocia en 1745. En 1754 estuvo entre los miembros fundadores de la efímera Sociedad Selecta (The Select Society), también llamada Sociedad Selecta de Edimburgo (Edinburgh Select Society) (1754-1764), de cuyas cenizas surgió el Poker Club, al que también perteneció.. Se casó con su prima Mary Nisbet en 1751; de esta unión tuvo una cuantiosa descendencia, por lo que vivió durante mucho tiempo atribulado por las deudas, aunque los cargos que le fueron concedidos terminaron por disiparlas y gozó al fin de la estabilidad económica. Dos de sus hijos fueron el general James Robertson y el teniente coronel David Robertson MacDonald (1761-1845), este último personaje destacado en la historia de Ceilán.
Lo nombraron capellán del castillo de Stirling y luego uno de los del rey Jorge III (1761); además, durante treinta años fue rector de la Universidad de Edimburgo (1762), durante el periodo más brillante de su historia, el de la Ilustración escocesa; fue también moderador de la Asamblea General de la Iglesia de Escocia en 1763 y cronista real en 1764, resucitando un cargo dentro de la casa real en Escocia que había estado suspendido o vacante de 1709 a 1763. Era amigo de David Hume y Edward Gibbon y de talante liberal: defendió la libertad de conciencia y expresión y abogó por la emancipación de los católicos. 
Su obra más destacada es, quizás, su Historia de Escocia que publicó por primera vez en 1759, a la que se le reprocha ser algo contraria a María Estuardo. Fue una figura destacada en la Ilustración escocesa y también uno de los moderados de la Iglesia de Escocia.
En su celebérrima Historia de Escocia narra los sucesos habidos en ella entre 1542 y 1603. El reverendo Robertson también contribuyó, no siempre con fortuna (recibió las críticas del jesuita mexicano Francisco Javier Clavijero), a la historia de España y Hispanoamérica con una biografía de Carlos V y su inacabada Historia de América (1777), cuyos volúmenes IX y  X publicó póstumos uno de sus hijos (Londres, 1796); aunque la obra fue prohibida en España, la Real Academia de la Historia le hizo socio. En 1783 fue uno de los miembros fundadores de la Sociedad Real de Edimburgo / Royal Society of Edinburgh y en el mismo año se convirtió en miembro honorario de la Academia de Ciencias de Rusia en San Petersburgo.
Murió de ictericia el 11 de junio de 1793 en el distrito de Grange (Edimburgo), y está enterrado en esa misma ciudad, en un gran mausoleo de piedra del Cementerio Greyfriars.

## Circular del 31 de mayo de 1779
La Historia de América fue prohibida en el Imperio Español por una circular fechada el 31 de mayo de 1779:

El excelentísimo señor Josef de Galvez en carta del 23 de diciembre del año próximo pasado, me dice de orden de Su Majestad lo siguiente: El Dr Guillermo Robertson, Rector de la Universidad de Edimburgo y cronista de Escocia, ha escrito y publicado en idioma inglés, la Historia del descubrimiento de América, y teniendo el Rey justos motivos para que dicha obra no se introduzca en España, ni en sus Indias; ha resuelta Su Majestad que con el maior rigor, y vigilancia se impida su embarco para las Américas y Philiphinas, ni en el idioma inglés, ni a ningún otro a que se ha traducido, y que si hubiere algunas partidas o exemplares de dichas obras en los Puertos de uno u otros dominios, o introducidos ya tierra adentro se detengan, y embarguen a disposición del Ministerio de mi cargo; y de su Real Orden se lo participó a VS, para que tomando las providencias más estrechas, y convenientes en esa jurisdicción, tenga el debido cumplimiento esta resolución. Cuyo literal contexto traslado a VM para que por su parte, tenga el más exacto cumplimiento; y respecto a que el medio de precaver, la introducción y uso de la historia de que trata es la de reconocer prolijamente cuantos cajones de libros y equipajes se presentasen al registro de esa Aduana de que está encargado practicará con el mayor connato esta diligencia, y si de ella resultaren algunas obras de esta clase escrita en cualquiera de los idiomas conocidos, las recogerá para tenerlas a disposición del Ministerio de Indias como se me previene; cuando también con el mayor celo de averiguar si algún individuo tiene ya en su poder la nominada Historia, desde tiempo anterior a la publicación de esta prohibición, en cuyo caso la recogerá igualmente, dándome aviso del recibo de esta. Dios guarde muchos años; Buenos Aires, Manuel Fernandez al Señor Oficial Real de Mendoza. (Fuente: Archivo General de la Provincia de Mendoza, Carpeta Colonial 89, Documento 38)

## Obras
- The situation of the World at the time of Christ’s appearance, and its connection with the success of his religion (1755), sermón pronunciado ante la Society in Scotland for Propagating Christian Knowledge.
- Historia de Escocia (The History of Scotland during the reigns of queen Mary and of King James VI), Londres, 1759, 3 vols.
- Historia del reinado del Emperador Carlos V (The History of the reign of the Emperor Charles the Fifth), Londres, 1769, 4 vols.
- Historia de América (The History of America), Londres, 1777, 3 vols.
- An historical disquisition concerning the knowledge which the ancients had of India, Londres, 1791.
- The History of America, Books IX and X, Londres, 1796 (publicación póstuma, a cargo de su hijo)